# Kanton Soultz-sous-Forêts
Soultz-sous-Forêtsis een voormalig kanton van het Franse departement Bas-Rhin.
Het kanton maakte tot 1 januari 2015 deel uit van het arrondissement Wissembourg tot beide werden opgegeheven. De gemeenten werden toegevoegd aan het kanton Wissembourg, behalve de gemeenten Kutzenhausen, Lobsann en Merkwiller-Pechelbronn, die werden ingedeeld bij het nieuwgevormde kanton Reichshoffen.

## Gemeenten
Het kanton Soultz-sous-Forêts omvatte de volgende gemeenten:
- Aschbach
- Betschdorf
- Drachenbronn-Birlenbach
- Hatten
- Hoffen
- Hunspach
- Ingolsheim
- Keffenach
- Kutzenhausen
- Lobsann
- Memmelshoffen
- Merkwiller-Pechelbronn
- Oberrœdern
- Retschwiller
- Rittershoffen
- Schœnenbourg
- Soultz-sous-Forêts (hoofdplaats)
- Stundwiller
- Surbourg